# Dollard-des-Ormeaux
Dollard-des-Ormeaux é uma cidade localizada no Canadá, província de Quebec, e parte da região metropolitana de Montreal. Seu nome vêm do colonialista francês Adam Dollard-des-Ormeaux. Era uma cidade independente até 2002, quando foi fundida com Montreal. Em 1 de janeiro de 2006, voltou a ser uma cidade à parte novamente.